# كارولين تيستمان
كارولين صوفي تيستمان (بالدنماركية: Caroline Testman)‏ (1839 - 1919)، دنماركية نسوية. شاركت في تأسيس جمعية النساء الدنماركية DK وكانت رئيسة مجلس إدارتها 1872-1883.
كانت ابنة مدير مكتب البريد والنقيب بيدير أوتو تيستمان (1806-1890) وهينرييت ماري هوهلينبيرج (1808-1874). كانت لديها الرغبة في الدراسة، لكن لم يسمح لها والدها. في ستينيات القرن التاسع عشر، أصبحت ناشطة كصحفية مستقلة، وساهمت بمقالات في العديد من الصحف، وهو أمر واصلت القيام به معظم حياتها. إحدى الصحف التي ساهمت بها هي صحيفة المنزل، وصحيفة النسوية السويدية صوفي أدلرسبارر.
كانت كارولين تيستمان المؤسسة المشاركة لأول منظمة نسائية في الدنمارك، وهي الرابطة النسائية الدنماركية DK إلى جانب تاجا جوهانسن وإليسابيت أوشتيرلونى وماتيلد باجر. تأسست الرابطة النسائية الدنماركية في عام 1871 كفرع للرابطة الفرنسية الدولية للنساء مع ماتيلد باجر كرئيسة لها وكارولين تيستمان كأمين صندوق. سرعان ما تركت باجير منصبها، وعندما خلفتها سيفيرين كاسي فعلت ذات الشيء. عام 1872، أصبحت تيستمان رئيسة مجلس إدارتها، وهي وظيفة احتفظت بها حتى عام 1883.
خلال فترة عملها، ركزت على الحصول على التعليم والعمل المهني للنساء. أسست كلية إدارة الأعمال للنساء في عام 1872 لفتح سوق العمل للمرأة في إطار قوة العمل المتنامية في مهن التجارة والمكاتب والمصارف، وحصلت هذه الكلية في نهاية المطاف على دعم حكومي وظلت المؤسسة الرئيسية للتعليم الأكاديمي للنساء في الدنمارك ضمن هذه المواد حتى عام 1903، إذ توفر حق تعليم للنساء من قبل الدولة. في عام 1874، أسست أيضاً مدرسة سونداغسكولين لكفيندر (SK) للتعليم الابتدائي للنساء العاملات في مجال العمل، والتي كانت مزودة بأكاديميين تطوعيين، بقي هذا نشطاً حتى عام 1890، إذ أتاح اتحاد الطلاب هذا التعليم للنساء. في عام 1876، أسست تيستمان مدرسة الرسم للنساء إلى جانب شارلوت كلاين.
كانت كارولين تيستمان من المؤيدين لحق المرأة في الاقتراع، ولكن خلال فترة عملها كرئيسة مجلس إدارة، لم يكن هذا المطلب قد أصبح قضية بعد. في عام 1884، اقترحت أن يتم قبول المطلب كأحد أهداف الجمعية، ولكن دون جدوى. في عام 1887 دعمت الاقتراح الإصلاحي للاقتراع المشروط للمرأة الذي قدمه السياسي فريدريك باجر. بقيت عضواً نشطاً داخل جمعية النساء الدنماركية حتى وفاتها. وبناء على رغبتها أنشأت صندوقاً للطالبات.